# Овечий Овраг
Ове́чий Овра́г (тат. Куй Суы) — деревня в Краснооктябрьском районе Нижегородской области, находится по соседству с селами
Уразовка, Большое Рыбушкино и Малое Рыбушкино.

## История
Время возникновения постоянного поселения людей, на месте современного Овечего Оврага, кем были эти люди, чем занимались, откуда они пришли точно неизвестно.
Существует три версии этнической принадлежности первопоселенцев: мордовская (эрзянская), чувашская и татарская:
1) Мордовская (эрзянская) версия предложена А.М. Орловым в книге “На веке вместе” том 2, стр. 160.
Когда-то на месте части современного Овечьего Врага находилась мордовская (судя по названию) деревня Букалей, оказавшаяся к моменту образования по соседству Овечьего Врага «пустовой», покинутой прежними жителями. Известно, что современные мордовские селения образовались на северной окраине степи в конце XVI — начале XVII века. Часть мордвы, переселившейся с левобережья Пьяны на степной правый берег, не была склонна к земледелию, продолжала заниматься своими традиционными промыслами — охотой, рыболовством, бортничеством и другими. В последний раз Букалей упоминается в 1654 году уже как татарская деревня, земли которой распределялись в оброк между служилыми татарами Овечьего Врага.
2) Чувашская версия предложена С.Е. Сенюткиным в книге “История исламских общин Нижегородской области” стр. 247.
Можно предположить, что еще до пришельцев – мусульман в этих местах обитали язычники – чуваши. Об этом можно судить по случайным находкам, сделанным местными жителями в начале 80-х гг. нашего столетия. В результате оползня, а также размыва водой склона холма открылись ранее никем не исследованные захоронения, в частности, были найдены пять человеческих скелетов. На одном из черепов в области височной кости обнаружена женская сережка, сделанная из меди со вставленным камушком и изогнутая в виде спирали. Место захоронения на холме не было затронуто обитателями Овечего Оврага, поскольку на этой территории земли не пахали.
Еще одним доказательством существования здесь некоего заброшенного поселения (предположительно, чувашского) служит то обстоятельство, что один из холмов, рядом с которым долгое время росла старая береза и находящийся приблизительно в 1 километре от могильника, носит название Кыркыляю (по-чувашски “могила”, “кладбище”).
3) Татарская версия.
Первое упоминание Овечего Оврага относится к 1612 г. в это время здесь на диком поле поселились алаторские служилые татары (22 семьи, главы семейств: Досай мурза Киреев, Ишеней мурза Семенеев, Кермамет мурза Енмаметев, Акмат Бичугин, Булай Бекешев, Утеш мурза Алаев, Булай Бизигивимов, Момай Собаев,Кулан Булатов, Урозай Бекбулатов, Биздерган Акбулатов, Токташ Артуганов, Озмамей Позняков, Бокай Байгузин, Яныш Алышев, Янчура Олакаев,Черкас Кудугалов, Бекбулат Болтаев, Кингулде Бигилдеев, Булай Богданов, Килдибяк Алабердеев, Кобяк Собаев) переселенцы из под старого Кадома
Термин – дикое поле, вовсе не означает, что на данной территории не было постоянного поселения людей. Под диким полем могла подразумеваться целина, а не пустошь. Возможно речь идет о новых наделах земли, выданных во владение переселенцам из Кадома, рядом с уже существующим селением местных жителей.

## Знаменитые люди из Овечего Оврага
- Бедретдин Алимов — первый имам Московской Соборной Мечети[7].
- Зариф Юнусов - первый имам соборной мечети Санкт-Петербурга с момента ее открытия в 1913 г.
- Шакир Юнусов - имам первого мусульманского прихода Санкт-Петербурга. (с 1869 г.)
- Садек Юнусов - шейх братства накшбандийа, улем, философ, более известный под именем Садекабзи
- Сафа Алимов — второй имам Московской Соборной Мечети[8].
- Умяр Дахер — профессор алтаистики и тюркологии Хельсинкского государственного университета, Финляндия.